# Marly-sous-Issy
Marly-sous-Issy ist eine französische Gemeinde mit 82 Einwohnern (Stand: 1. Januar 2022) im Département Saône-et-Loire in der Region Bourgogne-Franche-Comté. Sie gehört zum Arrondissement Charolles und zum Kanton Gueugnon. Die Einwohner werden Issymarlyssois genannt.

## Geographie
Marly-sous-Issy liegt etwa 38 Kilometer südwestlich von Autun.
Nachbargemeinden von Marly-sous-Issy sind Tazilly im Norden und Nordwesten, Luzy im Norden und Nordosten, Issy-l’Évêque im Osten, Grury im Süden sowie Cressy-sur-Somme im Südwesten.

## Bevölkerungsentwicklung
| Jahr                      | 1962 | 1968 | 1975 | 1982 | 1990 | 1999 | 2006 | 2013 |
| Einwohner                 | 239  | 236  | 205  | 166  | 125  | 116  | 104  | 85   |
| Quelle: Cassini und INSEE |      |      |      |      |      |      |      |      |

## Sehenswürdigkeiten
- romanische Kirche Saint-Symphorien
- Schloss Pont de Vaux aus dem 18. Jahrhundert

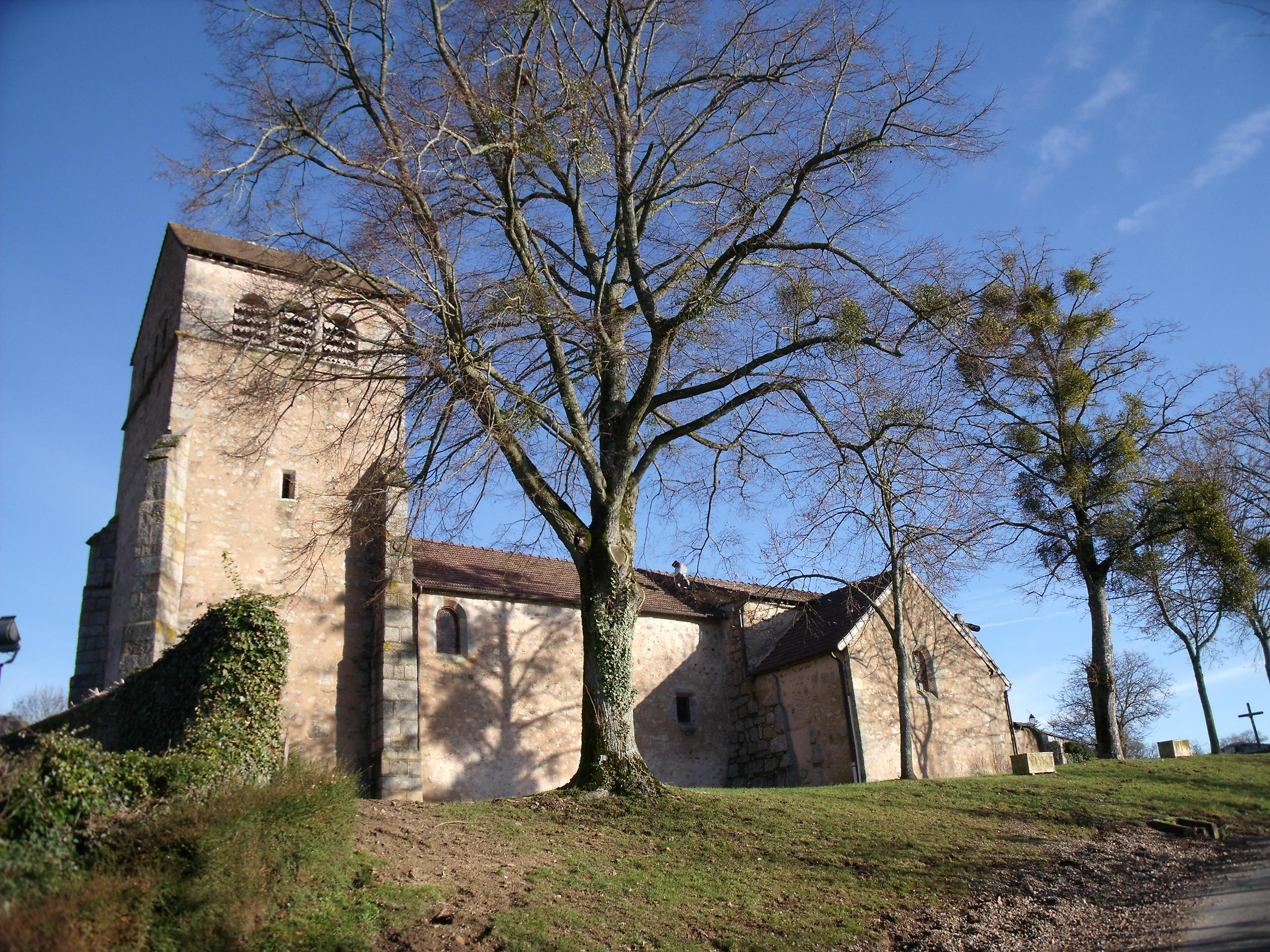
Kirche Saint-Symphorien